# 伊東家の食卓

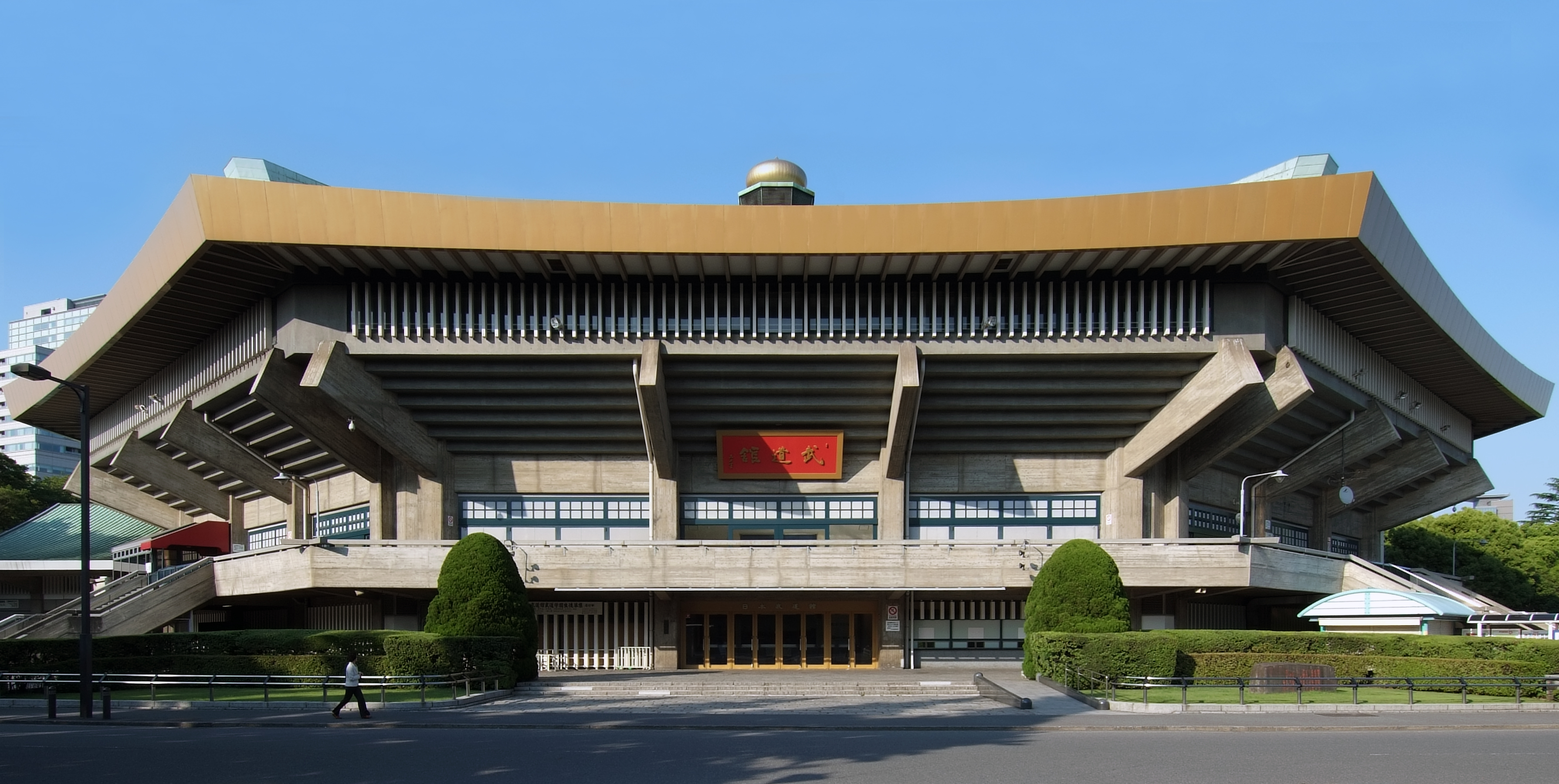
2015年復活版を放送した「24時間テレビ」の生放送が行われた日本武道館

『伊東家の食卓』（いとうけのしょくたく、英語名：ITO FAMILY）は、日本テレビ系列で放送されていた日本の情報バラエティ番組で、伊東四朗の冠番組のひとつ。

## 概要
番組開始当初は、視聴者から送られてきた家族間の出来事を「家族ニュース」として紹介するトーク番組であった。
1998年4月21日に大幅なリニューアルを行い、それまでは番組中に1個 - 2個が紹介される程度であった「日常で使える「裏ワザ」（現代で俗に言うライフハック）」を番組のメインへ据え、今まで誰もが知らなかった不思議な現象を紹介し、体験もできる「大発見」などのコーナーによる番組構成に変更された。これらのコーナーは全て視聴者からの情報投稿によって作られていて、以降は毎週高視聴率を獲得した。
1999年から2003年まで週間ランキングでトップになることも多くなった。最高視聴率は2001年2月6日放送の28.8%。
裏ワザがメインだったころのエンディングには、映画『大いなる西部』のBGMが使用されていた。最終回や復活特番のエンディングでも使用された。
10年目に入った2006年10月の改編で再びリニューアルが行われた。番組タイトルロゴが変更され、番組前半は「教科書にのらないウラ昭和史」、後半は「おもしろリサイクル」「裏ワザレシピ」のみの構成になり、従来紹介されていた日常生活での「裏ワザ」はほとんど紹介されなくなった。その半年後、2007年春に行われた大改編で3月13日の最終回90分スペシャルをもって、9年半に渡り放送された番組は終了した。
番組内で紹介されてきた裏ワザ・ゲーム・レシピなどの情報は定期的に書籍として、レギュラー放送が終了するまで欠かさず発売されていた（後述）。

### レギュラー放送終了後
2008年12月4日には、当番組をモチーフにした、ニンテンドーDS用アドベンチャーゲーム『伊東家の裏ワザDS』（発売元：スパイク（現：スパイク・チュンソフト） ）が発売された。
インターネット上では、第2日本テレビおよびGYAO!にて「伊東家ランド」という番組が設けられていた。ここでは過去の放送で扱われた裏ワザのみならず、新たな裏ワザも配信されており、「伊東家ランド」オリジナルの新企画も行われていた。テレビでのレギュラー放送終了後も、新規に裏ワザを募集していた。2010年3月をもって「伊東家ランド」も閉鎖。
2009年3月26日に『モクスペ』にて『元祖・裏ワザ大復活! 伊東家の食卓 たまりましたよ! 仰天! 新ワザ&未公開ワザ 今夜まとめて大放出スペシャル!』として、2年ぶりにテレビで放送。この番組では、前述の「伊東家ランド」で新たに投稿された裏ワザが紹介された。2時間スペシャルで視聴率は12.0%。
2015年8月23日に放送のチャリティー特番『24時間テレビ38』内の企画として、「復活! 伊東家の食卓 未来につなぎたい裏ワザ」がテレビで6年ぶりに放送された。この企画では視聴者からレギュラー放送時に紹介した裏ワザの中から現在も使用している裏ワザを募り、その中からいくつかを再び紹介した。その際24時間テレビのメイン会場である日本武道館のステージに番組セットを再現し、伊東を筆頭とする伊東家メンバー全員が出演した。ナレーターもレギュラー時代と同様に雨蘭・難波・伊倉が担当した。
後に日本テレビのバラエティ番組『あのニュースで得する人損する人』→『得する人損する人』（2013年10月 - 2018年9月）で裏ワザコーナーの類似コーナーが放送され、本番組で取り上げられた裏ワザが同番組で取り上げられることがあった。
2023年12月31日に『日本テレビ開局70年特別番組 笑って年越し! THE 笑晦日』（16:15 - 翌2024年1月1日 2:00）内の企画として、「伊東家の食卓メンバーが集結! 今すぐやりたい! 役立つ裏ワザ 超快テック」（18:00 - 20:00）のタイトルで8年ぶりに放送された。

## 出演者

### 伊東家
当番組では出演メンバーが家族という設定となっている。詳細は以下の通り。
- 父：伊東四朗
- 母：五月みどり[注 4]
- 娘婿：布施博
- 長女：RIKACO
- 長男：三宅健（V6[注 5]）
- 次女：山口美沙

※上記の家族構成についてはサザエさん（フジテレビ）が参考にされていた。

### 伊東家以外（コーナーレギュラー）
- 松永二三男（当時日本テレビアナウンサー）：ニュースキャスター役（番組開始 - 1998年3月）
- 磯野貴理子：｢裏ワザクッキング｣講師
- トミーズ雅（トミーズ）：バラエティコーナーMC
- 風見しんご：バラエティコーナーMC
- 恵俊彰（ホンジャマカ）：バラエティコーナーMC（1999年4月 - 11月2日）
- アンタッチャブル（山崎弘也・柴田英嗣）：2006年1月から出演。

雅・風見・恵は基本的に週交代でバラエティコーナーのMC・進行を担当し、SPでは雅と風見が揃って出演することもあった。磯野は初出演が2001年11月6日放送分で、ゲストとして「ブドウがなくてもブドウジュースが作れる裏ワザ」を披露した。毎週出演するようになったのは2002年10月からで、当初は「伊東家印裏ワザ用品」というコーナーのプレゼンターで出演し、2003年1月より「裏ワザクッキング」となり引き続き出演していた。磯野は、バラエティコーナーにも参加している。

### ナレーション
- 難波圭一
- 伊倉一恵
- 江森浩子（一時期のみ）
- 一龍斎貞友（2002年10月 - 2006年9月）
- 小倉久寛（2006年10月 - 番組終了）：｢教科書にのらないウラ昭和史｣ナレーション

### 番組キャラクター
- P子ちゃん（声：雨蘭咲木子）（2002年10月15日 - 2006年9月）
  - 1990年代のデスクトップをモチーフにしたキャラクター。番組大半のナレーションも担当していた。

## 裏ワザ紹介の流れ
1. 視聴者からの裏ワザを、投稿者当人がホームビデオで録画したもので紹介する（稀にホームビデオではなく手紙の文面のみ送られたものをスタジオで読み上げる形で紹介されることもあった）。
2. 他の一般人がその裏ワザを試す。
3. 専門家が何故そうなるかを解説する。
4. 伊東がNHKのど自慢の鐘と同じ要領で審査をする（女性関連の裏ワザに対しては、稀にRIKACOが鳴らす場合もあった）。良い裏ワザに関しては鐘3つ（実際には、装飾音として判定音の3音の前に4音鳴らしていたので7音）、微妙な物は2つ、悪い物は1つだった。

但し、食品関連の裏ワザに関しては審査前に、まずゲストに試食をさせてからレギュラー全員が試食するのがお決まりとなっていた｡

## 主なコーナー
大発見
1999年4月に開始。当初は今まで誰もが知らなかった不思議な現象を紹介し、体験もできるコーナーという趣旨だったが、末期にはゲーム主体となり、「大発見」からはかけ離れた内容となった。ゲームはほとんどが単発で行われるが、中には「あんたがたどこさ」の曲に合わせて動くゲームや、自動車の音をリズムに合わせて答えるゲームなど、人気により複数回行われたゲームもあった。2004年5月4日放送分をもって、「はまっちゃげ」に引き継がれる形で終了となった。
はまっちゃげ
「大発見」の後継コーナーで、家族や友人同士で盛り上がれる新感覚ゲームを楽しむコーナー。このコーナーでは雅・風見はマジシャン風の衣装で登場し、ゲームが終わった後に伊東家やゲストがゲームを気に入った場合は「はまっちゃげ」の掛け声と同時にポーズをとってもらい、このポーズをとった人数により評価されていた。
おもしろリサイクル
普段は捨ててしまう身近な物を使って、本来と全く異なる使い方を紹介するコーナー。2004年9月21日放送分にパイロット版を行い、10月12日放送分から正式に開始。使用する物は週によって異なり、「宿題」として伊東家のメンバー（磯野やアンタッチャブル含む）1人が週替わりで、次回の物の使い道を考えていた。
裏ワザクッキング
2003年1月に開始。いつもの料理に手を加えるだけで驚きの料理に変身する裏技を紹介し、講師の磯野貴理子が実際に調理して伊東家やゲストに振る舞う。
教科書にのらないウラ昭和史
2006年10月リニューアルから開始された企画。過去に日本国内で何が起こったか1つの出来事にスポットを当て、出演者が語り合う。

## ネット局と放送時間
| 放送対象地域   | 放送局                                 | 系列                                         | 放送曜日・時間         |
| -------------- | -------------------------------------- | -------------------------------------------- | ---------------------- |
| 関東広域圏     | 日本テレビ（NTV） ｢伊東家の食卓｣制作局 | 日本テレビ系列                               | 火曜 19:00 - 19:58     |
| 北海道         | 札幌テレビ（STV）                      | 日本テレビ系列                               | 火曜 19:00 - 19:58     |
| 青森県         | 青森放送（RAB）                        | 日本テレビ系列                               | 火曜 19:00 - 19:58     |
| 岩手県         | テレビ岩手（TVI）                      | 日本テレビ系列                               | 火曜 19:00 - 19:58     |
| 宮城県         | 宮城テレビ（MMT）                      | 日本テレビ系列                               | 火曜 19:00 - 19:58     |
| 秋田県         | 秋田放送（ABS）                        | 日本テレビ系列                               | 火曜 19:00 - 19:58     |
| 山形県         | 山形放送（YBC）                        | 日本テレビ系列                               | 火曜 19:00 - 19:58     |
| 福島県         | 福島中央テレビ（FCT）                  | 日本テレビ系列                               | 火曜 19:00 - 19:58     |
| 山梨県         | 山梨放送（YBS）                        | 日本テレビ系列                               | 火曜 19:00 - 19:58     |
| 新潟県         | テレビ新潟（TeNY）                     | 日本テレビ系列                               | 火曜 19:00 - 19:58     |
| 長野県         | テレビ信州（TSB）                      | 日本テレビ系列                               | 火曜 19:00 - 19:58     |
| 静岡県         | 静岡第一テレビ（SDT）                  | 日本テレビ系列                               | 火曜 19:00 - 19:58     |
| 富山県         | 北日本放送（KNB）                      | 日本テレビ系列                               | 火曜 19:00 - 19:58     |
| 石川県         | テレビ金沢（KTK）                      | 日本テレビ系列                               | 火曜 19:00 - 19:58     |
| 福井県         | 福井放送（FBC）                        | 日本テレビ系列/テレビ朝日系列                | 火曜 19:00 - 19:58     |
| 中京広域圏     | 中京テレビ（CTV）                      |                                              | 火曜 19:00 - 19:58     |
| 近畿広域圏     | よみうりテレビ（ytv）                  |                                              | 火曜 19:00 - 19:58     |
| 鳥取県・島根県 | 日本海テレビ（NKT）                    |                                              | 火曜 19:00 - 19:58     |
| 広島県         | 広島テレビ（HTV）                      |                                              | 火曜 19:00 - 19:58     |
| 山口県         | 山口放送（KRY）                        |                                              | 火曜 19:00 - 19:58     |
| 徳島県         | 四国放送（JRT）                        |                                              | 火曜 19:00 - 19:58     |
| 香川県・岡山県 | 西日本放送テレビ（RNC）                |                                              | 火曜 19:00 - 19:58     |
| 愛媛県         | 南海放送（RNB）                        |                                              | 火曜 19:00 - 19:58     |
| 高知県         | 高知放送（RKC）                        |                                              | 火曜 19:00 - 19:58     |
| 福岡県         | 福岡放送（FBS）                        |                                              | 火曜 19:00 - 19:58     |
| 長崎県         | 長崎国際テレビ（NIB）                  |                                              | 火曜 19:00 - 19:58     |
| 熊本県         | 熊本県民テレビ（KKT）                  |                                              | 火曜 19:00 - 19:58     |
| 鹿児島県       | 鹿児島読売テレビ（KYT）                |                                              | 火曜 19:00 - 19:58     |
| 大分県         | テレビ大分（TOS）                      | 日本テレビ系列/フジテレビ系列                | 月曜 15:00 - 16:00     |
| 宮崎県         | テレビ宮崎（UMK）                      | フジテレビ系列/日本テレビ系列/テレビ朝日系列 | 土曜 13:00 - 14:00     |
| 沖縄県         | 沖縄テレビ（OTV）                      | フジテレビ系列                               | 月曜→土曜 9:55 - 10:55 |

## スタッフ
レギュラー時代
- 構成：豊村剛、詩村博史、岩瀬理恵子、坂内馨一、藤原拓谷、安達元一、上野耕平、星野さやか
- TM：江村多加司（以前はSW）
- SW：村松明
- カメラ：山田祐一
- 音声：三石敏生
- 照明：細川登喜二
- 調整：佐久間治雄、笈川太
- 美術：中原晃一
- 大道具：工藤俊一
- 小道具：林孝一
- デザイン：近藤純子
- スタイリスト：仁田原睦美（以前は衣装）、橋本舞（2005年3月15日 - ）
- 料理監修：渡辺有子（2003年4月29日 - ）、中山桜甫（2003年7月15日 - ）、鷲見美智子（2004年12月28日 - ）
- フードコーディネーター：高橋ゆうみ（2003年2月25日 - 3月・10月14日 - ）、渡邊香春子（2003年3月11日・3月18日・11月4日 - ）、時吉真由美（2005年2月1日 - ）
- イラスト：雨月衣
- 音効：吉田比呂樹（佳夢音→M-TANK）
- TK：西岡八生子
- 編集：栗原良一、宮下剛一
- MA：冨安俊明
- 美術協力：日テレアート、プロジェクトチーム・サラ、キャニットG
- 技術協力：日テレビデオ、オムニバス・ジャパン、テクノマックス、テレテック
- 協力：アガサス、オルテ企画、REAL
- 広報：高木明子
- 調査：向笠啓祐（2006年7月18日 - ）
- ライツ事業：稲田満人（2006年7月18日 - ）
- デスク：村田順子
- アシスタントプロデューサー：宇都宮優貴子（2002年10月15日 - ）、三浦佳憲（2006年10月31日 - ）
- 演出補：清水奈津子、小筆克俊、加藤正和、亀山敦史、小田島俊郎、小佐井清美、利元智幸、藤井直浩、二宮祐子、橋本直美、吉岡大輔
- 取材：辻弘一郎、田中大督、大田和恵子、入江規允、堀内俊彦、板垣慎司
- 取材協力：ノマド、フォーミュレーション、フリード、CAMEYO（カメヨ）、クラッシー
- メニュー開発：楠木真紀（2003年10月14日 - 、以前はプランニング）
- 情報管理：山西乃里江（2003年10月14日 - ）
- 全裏研：横山晋哉（2003年10月14日 - 、以前はプランニング）
- プランナー：串田良広（以前は取材）、田代まゆみ、齋藤友香（串田・田代→2003年10月14日 - 2006年までプランナー、2003年9月17日までプランニング、田代→2001年8月14日 - 、串田→2003年4月29日 - 、松本→2003年7月15日 - 、串田・田代・齋藤→2006年7月はWebスタッフ）
- ディレクター：浦田祐一郎、渡辺泰裕、山泉貴弘、杉江達也、長谷川九実子、渡部元晴、石田直人、今野恒、坂上珠美、佐藤珠恵、岡本映子、石谷徳崇、小沢信人、戸田智子、筒井洋子、塚田直之、小澤愛子、藤森和彦、石澤明憶、渡邉孝之、斉藤敏樹、早坂香里、櫛田健太郎、太田大介、千葉幸世、倉田忠明（倉田→以前はディレクター→演出→一時離脱）（杉江・渡部・石田・今野・坂上・佐藤・石谷・小沢・塚田・小澤・櫛田・太田・千葉→以前は演出補）
- 演出：丸山信也、米川昭吾、川勝茂、黄木美奈子、文野甲、滝田朋之、水谷陽子（川勝・文野・滝田・水谷・黄木→以前はディレクター）
- 総合演出：芦澤英祐（2003年10月14日 - 2006年7月・2007年3月13日、2006年8月8日 - 2007年3月6日は演出、以前はディレクター→演出）
- プロデューサー：磯野太（1997年10月28日 - 2005年5月17日・2006年7月17日 - 、2005年6月21日 - 2006年6月までCP）、大野彰作（2006年12月5日 - ）、藤井則子（ZION、以前はAP）、小島俊一（創輝、以前は演出）、小坂真由美（創輝）、青海鉄山（2001年8月14日 - 2003年9月17日までプランニング）、松成鈴代（以前は取材→リサーチプロデューサー）、山本瑠美子（以前は取材）（青海・松成・山本→2003年10月14日 - ）
- 演出･プロデューサー：雨宮秀彦（2006年8月8日 - 、1997年10月28日 - 2001年4月10日・2003年7月8日 - 9月16日まで総合演出、2001年4月24日 - 2003年9月16日までチーフプランナー、EDは2003年7月1日のみ、2001年4月24日 - 2003年6月3日までチーフディレクター、2003年10月14日 - 2006年6月まで企画統括、2006年7月18日のみプロデューサー）
- チーフプロデューサー：菅賢治（2006年7月18日 - ）
- 制作協力：創輝、ZION、ワイズメンコミュニケーションズ
- 製作著作：日本テレビ

過去のスタッフ
- 構成：和泉光晴、長田聖一郎、倉本美津留、木村祐一、池田一之、小野高義、真田ゑみ子
- TM：北野政憲、新開宏、秋山真（秋山→以前はSW）、伊東聡、福王寺貴之
- SW：小林宏義、高梨正利、米田博之
- カメラ：蔦佳樹、工藤恂児、高木冬夫、渡辺滋雄、津野祐一、中川昭生
- 音声：斉藤勝彦、鈴木詳司、鈴木佳一、大島康彦
- 調整：中鉢加奈子、伊東俊哉、川又志津、石塚功、土屋隆、片柳幸夫、室田孝昭、梅津孝一、三崎美貴、各務裕之、佐久間丈貴、青木健二、柴田康弘、小熊透、吉田亘、竹本司、杉本裕治、佐藤勝義、小澤郁彌、神田洋介、別当亮、新名大作（新名→以前は音声）、三山隆浩、菅谷典彦、飯島章夫、鈴木雄仁、矢込宏敬、佐藤満、服部博、矢田部昭
- 美術：高野豊、石附千秋、鈴木喜勝
- デザイン：久保玲子、卜部亜喜
- 大道具：小杉正裕、角与一郎
- 小道具：村山和彦
- CG：高畠道男、内山和弘、蓑田博光、須田圭一、桑田秀行、越浪央、金塚由紀子、植木英則、佐野朋子、藤本ひろし、石村裕一、高岡温、本目淳一（本目→ACG）、青木伸治、加藤陽一、堤貴悠、大坪裕昭、椎名政治、佐々木哲也、黒木遠志
- バーチャルセット：藤原徹、冨田一起（番組初期）
- フードコーディネーター：小野頼子（2003年1月28日 - ）、中山桜甫事務所（2003年2月11日 - ）（共に2003年3月まで）
- P子製作：宮本太郎（2002年10月22日 - 2006年8月）
- TK：塚越倫子
- 編集：鈴木順子、高野毅、丸山由典
- Webスタッフ：坂本愛（2004年12月28日 - 2006年6月はプランナー）
- 技術協力：タワーテレビ、フォーディメンションズスタジオ、読売映像
- 協力：トーヨーキッチン&リビング
- 取材：廣瀬玲子、古山洋也（古山→以前は制作進行）、田村尚美、椎名浩、北岡美紀、岡田泉、佐々木幸司、倉品加奈子
- 取材協力：T2ファージ
- メニュー開発：平野康恵（2004年8月3日 - 2006年8月）
- 情報管理：田口利恵（2006年5月2日 - 8月）
- 広報：片岡英彦、西室由香里、杉山克美、一杉早智
- 調査：原徳康、角田久美子（元アナウンサー）
- ライツ事業：植野浩之（2003年10月14日 - 2004年9月）、小林将高（2004年10月26日 - 2006年6月）
- 演出補：金原克行、高村友美、冨樫亘、田中一生、酒井央日
- アシスタントプロデューサー：山本順子、草野文、稀代香（草野・稀代→2001年11月13日 - 2002年9月17日）、田畑まなみ（2002年10月15日 - 2006年11月21日）
- プランニング：荒木巨奈（2001年8月14日 - 2003年7月8日）
- プランナー：松本陽子、杉崎みらい、由淵晴敏、安見千裕、大河原裕子（松本→2003年10月14日 - 2006年までプランナー、2003年9月16日までプランニング、杉崎→2004年4月27日 - 、由淵→2004年5月4日 - 、安見→2004年11月30日 - 、大河原→2005年6月21日 - 、共に2006年8月まで）
- スーパーバイザー：和田隆、小山伸一（共に以前はプロデューサー）、内藤智子（以前はリサーチプロデューサー）（共に→ - 2003年9月16日）
- ディレクター：和佐田幸弘、根津伸行、鈴木雅人、本岡豊基、田辺利幸、斎藤順、世良田佳男、渡辺大祐（渡辺→以前は演出補）、斑目博夫、西澤香、松田由紀子（松田→以前は演出補）、佐藤伸一、瀧島光人、栗原甚、鬼丸尚、瀬戸口正克、長谷川孝行、畑山あゆみ、中村政洋（中村→以前は演出補）、鈴木賢一、高宮聡子（高宮→以前は演出補）、梅田朋美、中野裕子
- 演出：斎藤政憲、花岡圭一郎、柴田明廣、鈴木基之、清水星人（清水→以前はディレクター）、竹田次彦
- プロデューサー：下田明宏（2002年8月6日 - 2006年6月、2001年11月13日 - 2002年7月まではAP）、日原直子（創輝）
- チーフプロデューサー：桜田和之（1997年10月28日 - 2004年5月18日）、梅原幹（2004年6月16日 - 2005年5月17日）

復活スペシャル版
2009年3月26日放送
- 構成：豊村剛、詩村博史、倉本美津留、上野耕平
- TM：江村多加司
- SW：村松明
- CAM：山田祐一
- VE：佐久間治雄
- VTR：小野敏之
- 音声：藤岡絵里子
- MIX：三石敏生
- LD：細川登喜二
- 美術：中原晃一
- デザイン：磯村英俊
- 装置：工藤俊一
- 電飾：伊藤伸朗
- 装飾：川合富士雄
- 衣裳：有馬裕太
- ヘアメイク：金澤節子
- スタイリスト：仁田原睦美
- フードコーディネーター：高橋ゆうみ
- イラスト：雨月衣
- 編集：秋田正樹（麻布プラザ）
- MA：迫久美雄（麻布プラザ）
- 音効：吉田比呂樹・竹中幸治（共にM-TANK）
- 技術協力：ヌーベルバーグ
- ロケ技術：DEEP
- 美術協力：日テレアート、プロジェクトチームサラ
- WEB協力：反町礼、北條暁子、桑名ひろみ、白石俊博、土屋卓朗、庄司明子、財津功靖、伊藤賢一
- 協力：オルテ企画、加藤真有里、円子慶
- 編成：磯野太
- 広報：立柗典子
- 調査：玉造昌和
- TK：西岡八生子
- デスク：濱村吏加
- AD：後藤真寿美、後迫文孝、森本裕志、綾部健二、吉岡あゆみ、浦島裕子、田中英之
- リサーチ：松成鈴代
- AP：長瀬徹、小澤愛子
- ディレクター：内田浩、今野恒、佐藤珠恵、塚田直之、櫛田健太郎、清水奈津子、森川高行
- 演出･伊東家ランドプロデューサー：雨宮秀彦
- プロデューサー：鬼頭直孝、藤井則子、米川昭吾
- チーフプロデューサー：鈴木雅人
- 制作協力：ザイオン、創輝
- 製作著作：日本テレビ

2023年12月31日放送
- 演出：大楽和也
- ナレーター：林田尚親、沢城みゆき
- 構成：尾首大樹
- リサーチ：今井紳介、池谷諒、正村和重
- デスク：阿部絵里子
- 技術協力：ヌーベルバーグ、NiTRO
- 美術協力：日テレアート
- ディレクター：細川祐子、秋山哲也、杉浦啓太、赤松真徳、鴻巣裕司、宮原健、山形和也、渡邉祐太/今咲乃、柿本麻衣、吉川碧、松原臣樹、豊田七海、岡本万里奈、佐次川由菜、中原琴音、千葉萌生
- プロデューサー：天野英明、持田順也、柳井千晴、金ピンナ、藤井則子、長瀬徹、森川高行/東條いづみ、松形侑香、大松千紗都、伊藤実知子、星野智絵
- チーフプロデューサー：矢野尚子
- 製作著作：日本テレビ

## 書籍
※発売元は全て日本テレビ。

### 裏ワザ本
- 伊東家の食卓 裏ワザ大全集（1999年3月、ISBN 978-4820397182）
- 続・伊東家の食卓 裏ワザ大全集 <2000年版>（1999年12月、ISBN 978-4820397397）
- 続続・伊東家の食卓 裏ワザ大全集 <21世紀版>（2001年1月10日、ISBN 978-4820397670）
- 続続続・伊東家の食卓裏ワザ大全集 <2002年版>（2002年1月、ISBN 978-4820398035）
- 続続続続・伊東家の食卓 裏ワザ大全集 <2003年版>（2002年12月、ISBN 978-4820398431）
- 続続続続続・伊東家の食卓 裏ワザ大全集 <2004年版>（2003年12月、ISBN 978-4820398752）
- 伊東家の食卓 使える!裏ワザ大全集 <2005年版>（2005年3月、ISBN 978-4820399360）
- 伊東家の食卓 No.1裏ワザ大全集 <2006年度版>（2006年4月、ISBN 978-4820399599）
- 伊東家の食卓 不滅の裏ワザ大全集 BEST 100!!（2007年3月、ISBN 978-4820399896）

### ゲーム本
- 伊東家の食卓 大発見（2000年4月、ISBN 978-4820397519）
- 伊東家の食卓 あそべま集（2001年7月、ISBN 978-4820397830）

### レシピ本
- 伊東家の食卓 裏ワザCooking vol.1（2003年6月、ISBN 978-4820398493）
- 伊東家の食卓 裏ワザCooking vol.2（2004年2月1日、ISBN 978-4820398851）
- 伊東家の食卓 裏ワザCooking カンタンレシピブック（2004年10月、ISBN 978-4820399094）
- 伊東家の食卓 裏ワザCooking カンタンレシピブック <2>（2005年7月、ISBN 978-4820399414）
- 伊東家の食卓 裏ワザCooking カンタンレシピブック <3>（2006年3月3日、ISBN 978-4820399582）
- 伊東家の食卓 裏ワザCooking カンタンレシピブック <4>（2006年12月、ISBN 978-4820399766）
- 伊東家の食卓 裏ワザCooking カンタンレシピブックGOLD!!（2007年3月、ISBN 978-4820399902）